# Grapholita tenebrosana
Grapholita tenebrosana es una especie de polilla del género Grapholita, tribu Grapholitini, familia Tortricidae. Fue descrita científicamente por Duponchel en 1842.
La envergadura es de unos 11–14 milímetros. Se distribuye por Europa: Francia.